# Ein Frosch in Manhattan
Darling, laß dich scheiden, alternativer Fernsehtitel Ein Frosch in Manhattan (Originaltitel: The April Fools), ist eine US-amerikanische Filmkomödie aus dem Jahr 1969 mit Jack Lemmon und Catherine Deneuve in den Hauptrollen. 

## Handlung
Howard Brubaker, ein erfolgreicher Börsenmakler, lebt zusammen mit seiner Frau Phyllis und seinem Sohn Stanley in Darien, Connecticut. Das Familienleben hat er sich jedoch anders vorgestellt. Phyllis liebt ihn nicht und Stanley ignoriert ihn. Auch vom ewigen Pendeln zwischen Darien und seiner Arbeitsstelle in New York hat er genug. Auf einer Cocktailparty seines Chefs Ted Gunther lernt Howard die bezaubernde Französin Catherine kennen. Howard, der nicht ahnt, dass Catherine Teds Ehefrau ist und mit diesem ebenfalls in einer trostlosen Ehe festsitzt, lädt sie kurzerhand auf einen Drink ein.
In der von Ted empfohlenen Safari-Bar, in der die Kellnerinnen aufreizend als Tiere verkleidet von Tisch zu Tisch gehen, versucht Howard vergeblich, etwas zu trinken zu bestellen. Also beschließen er und Catherine, stattdessen eine Diskothek aufzusuchen. Dort lernt Catherine die Hobbyastrologin Grace Greenlaw kennen, die meint, dass sie und Howard sehr gut zusammenpassen würden, und beide kurzerhand zu sich nach Hause einlädt. Während sie dort Catherine die Karten legt, fordert Graces Mann André Howard dazu auf, mit ihm zu fechten. Es sei sein neuestes Hobby und er müsse noch viel üben. Howard kommt beim Duell mächtig ins Schwitzen und unterliegt stets André, doch sieht Catherine in ihm den strahlenden Ritter, der für sie vom Schicksal bestimmt ist. 
Gemeinsam besichtigen Howard und Catherine das Anwesen der Greenlaws. Im Gewächshaus gesteht Howard, dass er seit einer Theateraufführung an seiner Schule den Eindruck hat, ein Prinz zu sein, der in einen Frosch verwandelt wurde und darauf wartet, von einer Prinzessin geküsst zu werden. Catherine gibt ihm schließlich einen Kuss, und sie beginnen miteinander zu tanzen. Im Morgengrauen bringt Howard Catherine in ihr Apartmenthaus zurück. Im Fahrstuhl enthüllt ihm Catherine, dass sie in ihrer Ehe todunglücklich ist und am liebsten davonlaufen und nach Paris zurückkehren würde.
Nach einem Spaziergang im Central Park beginnt Howard, der gerade erst befördert wurde, seinen Arbeitstag. In seinem neuen, großräumigen Büro fühlt er sich eher unbehaglich und auch seine ihm Avancen machende Sekretärin, die Ted nur wegen ihrer körperlichen Reize eingestellt hat, sagt ihm nicht zu. Kurzerhand beschließt er, zu kündigen und mit Catherine nach Paris zu gehen. Vom Portier ihres Apartmenthauses erfährt er, dass sie Teds Ehefrau ist, doch hält es ihn nicht davon ab, ihr mit einem Frosch aus Stoff seine Liebe zu gestehen. Nach einem gemeinsam verbrachten Tag im Central Park wollen sie sich am Flughafen treffen. Während Catherine Ted klarzumachen versucht, dass sie ihn verlässt, teilt Howard seinem Freund und Anwalt Potter Shrader mit, dass er sich von Phyllis scheiden lassen wolle. Diese nimmt seinen Entschluss ausgesprochen gleichgültig hin, was ihn darin bestätigt, das Richtige zu tun. Danach eilt Howard zum Flughafen, wo er gerade noch den Flieger nach Paris erwischt. Catherine, die schon geglaubt hat, er würde nicht mehr kommen, nimmt glücklich seine Hand.

## Hintergrund
Gedreht wurde unter anderem in Stamford, Connecticut, sowie in Manhattan und auf New Yorks JFK International Airport. Für Catherine Deneuve war es der erste große Hollywood-Film, nachdem sie bis 1968 nur als Werbegesicht von Chanel in den Vereinigten Staaten bekannt gewesen war. Ursprünglich war auch Shirley MacLaine für ihre Rolle im Gespräch.
Am 28. Mai 1969 kam der Film in die US-amerikanischen Kinos. In Deutschland wurde der Film erstmals am 19. September 1969 unter dem Titel Darling, laß Dich scheiden in den Kinos gezeigt.

## Kritiken
„Hintergründige Charakterisierungen, treffsicherer Humor und bisweilen chaplinhafte Tragikomik heben den Film streckenweise über das Niveau bloßer Unterhaltung“, befand das Lexikon des internationalen Films. Cinema bezeichnete den Film als „[v]ergnügliche und fein besetzte Liebeskomödie“. Etwas weniger positiv urteilte der Evangelische Filmbeobachter, demzufolge „[d]as stellenweise hübsche Filmmärchen […] leider mit Szenen verquickt“ werde, „die mittelmäßiger Klamauk sind“. Der Film sei dennoch „insgesamt ganz nette Unterhaltung“.
Variety meinte, Jack Lemmon sei in seiner Rolle sowohl „witzig“ als auch „anrührend“. Auch die Komiker Jack Weston und Harvey Korman seien amüsant. In den romantischen Szenen schalte der Film zwar auf „Sparflamme“, doch sei es Catherine Deneuve in ihrem ersten Hollywood-Film „wert, sie einfach nur anzuschauen“.

## Deutsche Fassung
Die deutsche Synchronfassung entstand 1969 bei der Ultra-Film in Berlin.
| Rolle             | Darsteller        | Synchronsprecher       |
| ----------------- | ----------------- | ---------------------- |
| Howard Brubaker   | Jack Lemmon       | Herbert Stass          |
| Catherine Gunther | Catherine Deneuve | Evelyn Gressmann       |
| Ted Gunther       | Peter Lawford     | Friedrich Schoenfelder |
| Potter Shrader    | Jack Weston       | Arnold Marquis         |
| Grace Greenlaw    | Myrna Loy         | Agi Prandhoff          |
| André Greenlaw    | Charles Boyer     | Curt Ackermann         |
| Les Hopkins       | Kenneth Mars      | Horst Gentzen          |
| Matt Benson       | Harvey Korman     | Thomas Reiner          |
| Phyllis Brubaker  | Sally Kellerman   | Almut Eggert           |
| Mimsy Shrader     | Janice Carroll    | Inge Wolffberg         |
| Naomi Jackson     | Dee Gardner       | Uta Hallant            |
| Orlow P. Walters  | David Doyle       | Otto Czarski           |